# Хум (Требиње)
Хум је насељено мјесто у граду Требиње, Република Српска, БиХ. Према попису становништва из 2013. у насељу је живјело свега 13 становника.

## Становништво
| Националност       | 1991. | 1981. | 1971. | 1961. |
| Срби               | 101   | 124   | 260   |       |
| Југословени        | 2     | 17    | 5     |       |
| Хрвати             | 2     | 1     | 8     |       |
| остали и непознато | 3     |       |       |       |
| Укупно             | 108   | 142   | 273   | '     |

| Демографија | Демографија | Демографија |
| Година      | Становника  | Становника  |
| ----------- | ----------- | ----------- |
| 1961.       | 247         |             |
| 1971.       | 273         |             |
| 1981.       | 142         |             |
| 1991.       | 108         |             |